# Королівський алмонер
Королівський алмонер — посада в королівському придворному уряді Сполученого Королівства, також офіс, очолюваний лордом Верховним Алмонером, який бере початок з 1216 року. Підрозділ займається питаннями благодійності, милосердя, відповідає за роздачу милостині бідним.

## Історія
Походить від слова almoner (милостиня) — духовна особа, яка спочатку відповідала за розподіл грошей серед бідних, які цього потребують. Титул алмонер певною мірою вийшов з ужитку в англійській мові, але його еквіваленти в інших мовах часто використовуються для багатьох парафіяльних функцій, які виконують капелани чи пастори.
У королівському придворному уряді Англії посада виникла за короля Генріха III, після 1216 року. Першим відомим королівським алмонером був тамплієр Джон Лейкенор.
Нині у Сполученому Королівстві офіс лорда Верховного Алмонера відповідає за питання благодійності, серед іншого, за організацію церемонії щорічної роздачі короною монет Монді.
Лорд Верховний Алмонер зазвичай є дієцезіальним єпископом або вищим кліриком Англіканської церкви. З 2013 року цю посаду обіймає єпископ Вустерський Джон Інґе.
Існує також спадковий Великий Алмонер, титул, що з 1685 року належить маркізу Ексетерському, але він не є головою офісу Королівського алмонера, і відіграє церемоніальну роль. Фактична робота в офісі виконується заступником Алмонера, який також є заступником секретаря церковного будинку, заступником декана Королівської каплиці та внутрішнім капеланом у Букінгемському палаці.
Крім того, є секретар і помічник секретаря, обидва офіси яких очолюються іншими особами Королівської родини.
Королівський алмонер підпорядковується королівському скарбнику (Хранителю Таємного Гаманця) в королівському придворному уряді.